# Ataur Rahman Khan
Ataur Rahman Khan (em bengali:  আতাউর রহমান খান; 1907–1991) foi um advogado, político e escritor bangladense. Atuou como primeiro-ministro de Bangladesh de 30 de março de 1984 a 1 de janeiro de 1985.